# Ashleigh Johnson
Ashleigh Johnson (Miami, 12 de setembro de 1994) é uma jogadora de polo aquático estadunidense, campeã olímpica.

## Carreira
Johnson fez parte da equipe campeã olímpica pelos Estados Unidos nos Jogos do Rio de Janeiro, em 2016.